# ZIS-150

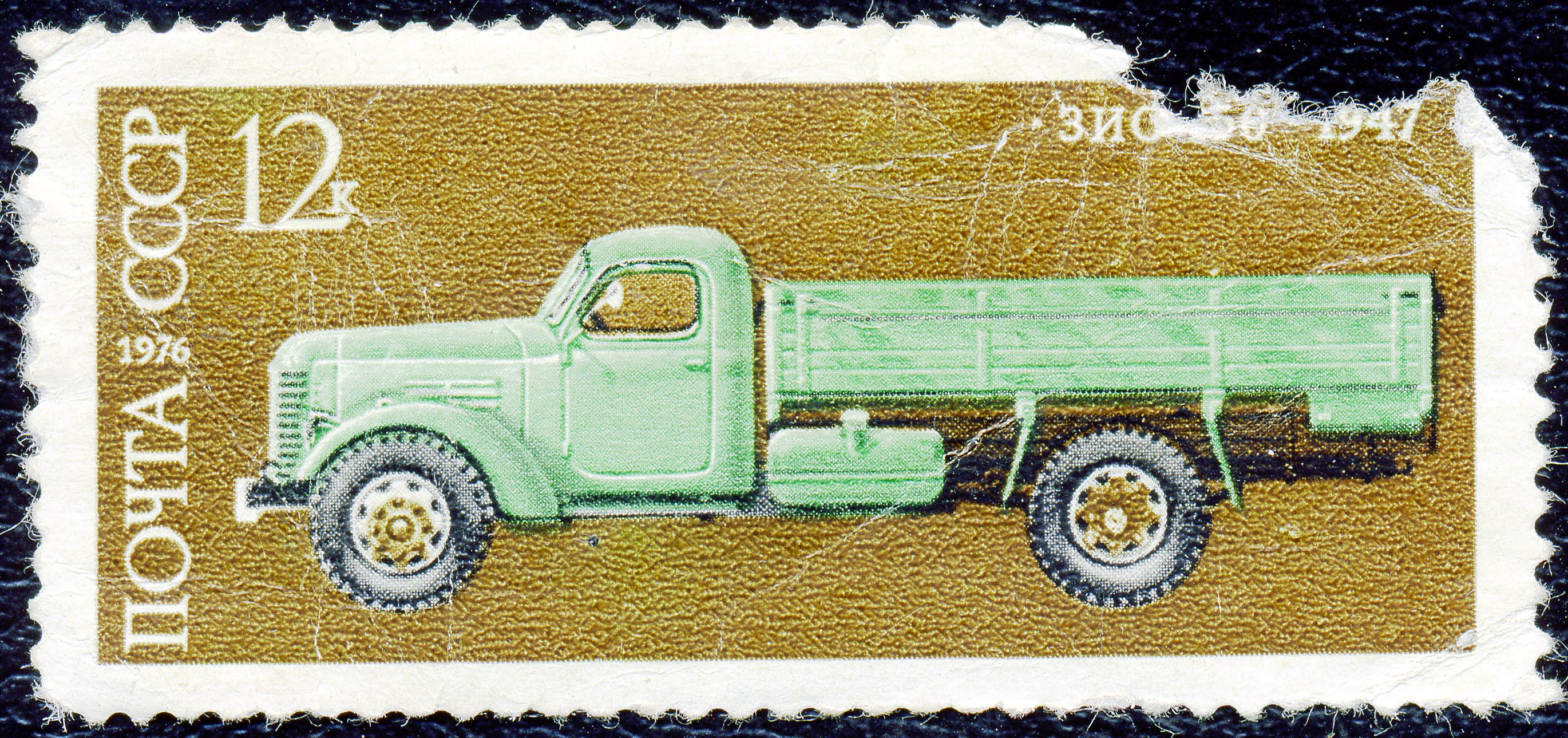
蘇聯郵票上的ZiS-150

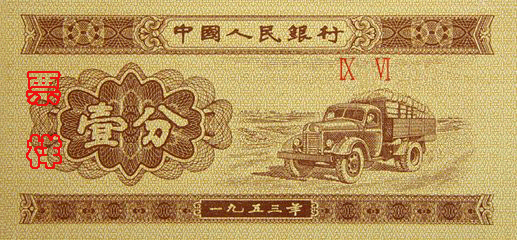
中国第二套人民币一分纸币上的ZIS-150

ZIS-150是苏联在1950年代的主力3.5吨中型卡车。吉斯厂于1938年推出ZIS-15作为ZIS-5的换代车的原型。但由于苏联卷入二战而推迟了ZIS-5的停产。1944年吉斯厂确定了ZIS-150的设计，汽车前脸复制了美国国际收割机公司（International Harvester，旧译万国）的K7五吨卡车（KR11是万国的8吨军用卡车）。1947年在莫斯科斯大林汽车厂（ZiS）开始生产，替代了1930年代首產的ZIS-5，在50年代成为苏联最多的卡车。
1957年，ZIS-150被ZIL-164所取代，兩者僅有保險桿的外觀不同。总产量: 77,4615辆
ZIS-150在1954至1960年间，主要在位于罗马尼亚布拉索夫的「Steagul Roşu」車廠（罗马尼亚语「紅旗」之意）量產。

## 吉斯150在中国
在解放CA10生产之前，吉斯-150曾被大量进口到中国。第二套人民币的1分钞票的正面即为吉斯-150图案。
中国第一汽车制造厂的解放牌CA-10正是以该车为原型設計，CA-10於1956年至1986年生产了1,281,502辆。

## 性能诸元
- 4x2 4000 千克
- 引擎：吉斯-120型，90马力，2400转/分钟，直列6缸水冷，5555立方厘米
- 缸径/冲程：101.6/114.3 mm
- 车长：6,720 mm（264.6英寸）, 车宽: 2,385 mm（93.9英寸）, 车高: 2,180 mm（85.8英寸）
- 轴距：4,000 mm（157.5英寸）, rear axis clearance: 265 mm（10.4英寸）
- 前轮距：1,700 mm（66.9英寸）
- 后轮距：1,740 mm（68.5英寸）
- 外轮转向半径：8.0米（26.2英尺）
- 压缩比：6.0
- 离合器：干式双片离合器
- 变速器：5 speeds
- 净重：3,900（8,598磅）
- 最大时速：65千米/时（40英里/时）
- 轮胎：9,00x20 英寸
- 油箱容量：150升
- 耗油量：每百公里29升